# Nieuw-Caledonisch voetbalelftal (vrouwen)
Het Nieuw-Caledonisch vrouwenvoetbalelftal is een voetbalteam dat Nieuw-Caledonië vertegenwoordigt in internationale wedstrijden, zoals het Oceanisch kampioenschap.
Het team van Nieuw-Caledonië speelde in 1983 zijn eerste wedstrijd als gastland van het Oceanisch kampioenschap. Tegen Fiji werd met 2-0 gewonnen. Het land kwalificeerde zich drie keer voor het continentaal kampioenschap en beleefde in 1983 direct zijn beste toernooi, toen het derde werd.
De ploeg speelt zijn thuiswedstrijden in het Stade Numa-Daly Magenta.

## Prestaties op eindronden

### Wereldkampioenschap
| Jaar   | Resultaat           | Wed                 | W                   | G                   | V                   | DV                  | DT                  |
| ------ | ------------------- | ------------------- | ------------------- | ------------------- | ------------------- | ------------------- | ------------------- |
| 1991   | Niet deelgenomen    | Niet deelgenomen    | Niet deelgenomen    | Niet deelgenomen    | Niet deelgenomen    | Niet deelgenomen    | Niet deelgenomen    |
| 1995   | Niet deelgenomen    | Niet deelgenomen    | Niet deelgenomen    | Niet deelgenomen    | Niet deelgenomen    | Niet deelgenomen    | Niet deelgenomen    |
| 1999   | Niet deelgenomen    | Niet deelgenomen    | Niet deelgenomen    | Niet deelgenomen    | Niet deelgenomen    | Niet deelgenomen    | Niet deelgenomen    |
| 2003   | Niet deelgenomen    | Niet deelgenomen    | Niet deelgenomen    | Niet deelgenomen    | Niet deelgenomen    | Niet deelgenomen    | Niet deelgenomen    |
| 2007   | Niet gekwalificeerd | Niet gekwalificeerd | Niet gekwalificeerd | Niet gekwalificeerd | Niet gekwalificeerd | Niet gekwalificeerd | Niet gekwalificeerd |
| 2011   | Niet gekwalificeerd | Niet gekwalificeerd | Niet gekwalificeerd | Niet gekwalificeerd | Niet gekwalificeerd | Niet gekwalificeerd | Niet gekwalificeerd |
| 2015   | Niet deelgenomen    | Niet deelgenomen    | Niet deelgenomen    | Niet deelgenomen    | Niet deelgenomen    | Niet deelgenomen    | Niet deelgenomen    |
| 2019   | Niet gekwalificeerd | Niet gekwalificeerd | Niet gekwalificeerd | Niet gekwalificeerd | Niet gekwalificeerd | Niet gekwalificeerd | Niet gekwalificeerd |
| 2023   | Niet gekwalificeerd | Niet gekwalificeerd | Niet gekwalificeerd | Niet gekwalificeerd | Niet gekwalificeerd | Niet gekwalificeerd | Niet gekwalificeerd |
| Totaal | 0/9                 | 0                   | 0                   | 0                   | 0                   | 0                   | 0                   |

### Olympische Spelen
| Jaar   | Resultaat        | Wed              | W                | G                | V                | DV               | DT               |
| ------ | ---------------- | ---------------- | ---------------- | ---------------- | ---------------- | ---------------- | ---------------- |
| 1996   | Niet deelgenomen | Niet deelgenomen | Niet deelgenomen | Niet deelgenomen | Niet deelgenomen | Niet deelgenomen | Niet deelgenomen |
| 2000   | Niet deelgenomen | Niet deelgenomen | Niet deelgenomen | Niet deelgenomen | Niet deelgenomen | Niet deelgenomen | Niet deelgenomen |
| 2004   | Niet deelgenomen | Niet deelgenomen | Niet deelgenomen | Niet deelgenomen | Niet deelgenomen | Niet deelgenomen | Niet deelgenomen |
| 2008   | Niet deelgenomen | Niet deelgenomen | Niet deelgenomen | Niet deelgenomen | Niet deelgenomen | Niet deelgenomen | Niet deelgenomen |
| 2012   | Niet deelgenomen | Niet deelgenomen | Niet deelgenomen | Niet deelgenomen | Niet deelgenomen | Niet deelgenomen | Niet deelgenomen |
| 2016   | Niet deelgenomen | Niet deelgenomen | Niet deelgenomen | Niet deelgenomen | Niet deelgenomen | Niet deelgenomen | Niet deelgenomen |
| 2020   | Niet deelgenomen | Niet deelgenomen | Niet deelgenomen | Niet deelgenomen | Niet deelgenomen | Niet deelgenomen | Niet deelgenomen |
| 2024   | Nog te bepalen   | Nog te bepalen   | Nog te bepalen   | Nog te bepalen   | Nog te bepalen   | Nog te bepalen   | Nog te bepalen   |
| Totaal | 0/8              | 0                | 0                | 0                | 0                | 0                | 0                |

### Oceanisch kampioenschap
| Jaar   | Resultaat        | Wed              | W                | G                | V                | DV               | DT               |
| ------ | ---------------- | ---------------- | ---------------- | ---------------- | ---------------- | ---------------- | ---------------- |
| 1983   | Derde plaats     | 3                | 1                | 0                | 2                | 2                | 11               |
| 1986   | Niet deelgenomen | Niet deelgenomen | Niet deelgenomen | Niet deelgenomen | Niet deelgenomen | Niet deelgenomen | Niet deelgenomen |
| 1989   | Niet deelgenomen | Niet deelgenomen | Niet deelgenomen | Niet deelgenomen | Niet deelgenomen | Niet deelgenomen | Niet deelgenomen |
| 1991   | Niet deelgenomen | Niet deelgenomen | Niet deelgenomen | Niet deelgenomen | Niet deelgenomen | Niet deelgenomen | Niet deelgenomen |
| 1994   | Niet deelgenomen | Niet deelgenomen | Niet deelgenomen | Niet deelgenomen | Niet deelgenomen | Niet deelgenomen | Niet deelgenomen |
| 1998   | Niet deelgenomen | Niet deelgenomen | Niet deelgenomen | Niet deelgenomen | Niet deelgenomen | Niet deelgenomen | Niet deelgenomen |
| 2003   | Niet deelgenomen | Niet deelgenomen | Niet deelgenomen | Niet deelgenomen | Niet deelgenomen | Niet deelgenomen | Niet deelgenomen |
| 2007   | Niet deelgenomen | Niet deelgenomen | Niet deelgenomen | Niet deelgenomen | Niet deelgenomen | Niet deelgenomen | Niet deelgenomen |
| 2010   | Niet deelgenomen | Niet deelgenomen | Niet deelgenomen | Niet deelgenomen | Niet deelgenomen | Niet deelgenomen | Niet deelgenomen |
| 2014   | Niet deelgenomen | Niet deelgenomen | Niet deelgenomen | Niet deelgenomen | Niet deelgenomen | Niet deelgenomen | Niet deelgenomen |
| 2018   | Vierde plaats    | 5                | 2                | 0                | 3                | 9                | 23               |
| 2022   | Kwartfinale      | 3                | 0                | 1                | 2                | 5                | 9                |
| Totaal | 3/12             | 11               | 3                | 1                | 7                | 16               | 43               |

### Pacifische Spelen
| Jaar   | Resultaat        | Wed              | W                | G                | V                | DV               | DT               |
| ------ | ---------------- | ---------------- | ---------------- | ---------------- | ---------------- | ---------------- | ---------------- |
| 2003   | Niet deelgenomen | Niet deelgenomen | Niet deelgenomen | Niet deelgenomen | Niet deelgenomen | Niet deelgenomen | Niet deelgenomen |
| 2007   | Groepsfase       | 3                | 0                | 0                | 3                | 0                | 6                |
| 2011   | Tweede plaats    | 6                | 4                | 1                | 1                | 16               | 5                |
| 2015   | Tweede plaats    | 5                | 3                | 1                | 1                | 21               | 5                |
| 2019   | Groepsfase       | 4                | 1                | 0                | 3                | 13               | 10               |
| Totaal | 4/5              | 18               | 8                | 2                | 8                | 50               | 26               |

## FIFA-wereldranglijst
Betreft klassering aan het einde van het jaar
| 2007 | 2011 | 2012 | 2015 | 2016 | 2018 | 2019 | 2020 | 2021 | 2022 |
| ---- | ---- | ---- | ---- | ---- | ---- | ---- | ---- | ---- | ---- |
| 137  | 100  | 95   | 92   | 84   | 90   | 93   | 89   | 101  | 106  |

## Selecties

### Huidige selectie
Deze spelers werden geselecteerd voor het Oceanisch kampioenschap voetbal vrouwen 2022 in juli 2022.
| Doel                        |                    |                           |
| 1                           | Lorenza Hnamano    | ASC Gaïtcha               |
| 23                          | Irène Nigote       | AS Académie Féminine      |
| Verdediging                 |                    |                           |
| 3                           | Laurenda Simane    | FCF Académie              |
| 4                           | Josette Mole       | SC Ne Drehu               |
| 5                           | Marielle Haocas    | Hienghène Sport           |
| 6                           | Keytri Buama       | AS Académie Féminine      |
| 7                           | Lola Delavault     | Nîmes Olympique           |
| 11                          | Laëtitia Leme      | AS Académie Féminine      |
| 15                          | Clémence Friocourt | Hienghène Sport           |
| 24                          | Marthe Katrawa     | SC Ne Drehu               |
| Middenveld                  |                    |                           |
| 8                           | Drounuhe Sakilia   | FCF Académie              |
| 12                          | Shaya Ihmeling     | FC Porto Portugais Amiens |
| 14                          | Thérèse Pawawi     | FCF Académie              |
| 16                          | Christine Alikie   | FCF Académie              |
| 18                          | Alice Wenessia     | AS Académie Féminine      |
| 20                          | Elodie Hmej        | FCF Académie              |
| 21                          | Maryline Wassin    | FCF Académie              |
| 27                          | Nasheng Ihmeling   | FCF Académie              |
| Aanval                      |                    |                           |
| 2                           | Claudia Wassin     | FCF Académie              |
| 9                           | Jackie Pahoa       | AS Académie Féminine      |
| 25                          | Jennifer Neporo    | AS Wetr                   |
| 26                          | Sarah Uregei       | US Colomiers              |
| 28                          | Claudette Boa      | ASC Boulouparis           |
| Bondscoach: Michel Berbeche |                    |                           |